# Zion (Illinois)
Zion est une ville de l'Illinois, en banlieue nord de Chicago, dans le comté de Lake aux États-Unis. D'après le bureau du recensement des États-Unis, la municipalité avait une population de 24 413 habitants en 2010.
La ville a été fondée en 1901 par le pasteur évangélique et guérisseur John Alexander Dowie (en) (1847-1907) d'origine écossaise et immigré aux États-Unis en 1888. 

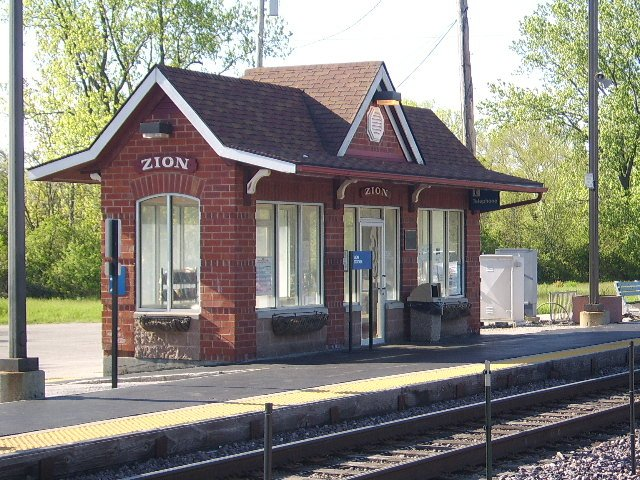
Zion Metra Station.